# Unias
Unias ist eine französische Gemeinde mit 455 Einwohnern (Stand: 1. Januar 2022) im Département Loire  in der Region Auvergne-Rhône-Alpes. Unias gehört zum Arrondissement Montbrison und zum Kanton Andrézieux-Bouthéon (bis 2015: Kanton Saint-Just-Saint-Rambert). Die Einwohner werden Uniassiens und Uniassiennes genannt.

## Geografie
Unias liegt etwa 22 Kilometer nordnordwestlich von Saint-Étienne in der historischen Landschaft Forez an der Loire. Umgeben wird Unias von den Nachbargemeinden Boisset-lès-Montrond im Norden und Nordwesten, Montrond-les-Bains im Norden und Nordosten, Cuzieu im Osten, Rivas im Südosten, Craintilleux im Süden sowie L’Hôpital-le-Grand im Westen und Südwesten.

## Bevölkerungsentwicklung
| Jahr                       | 1962 | 1968 | 1975 | 1982 | 1990 | 1999 | 2006 | 2017 |
| -------------------------- | ---- | ---- | ---- | ---- | ---- | ---- | ---- | ---- |
| Einwohner                  | 113  | 114  | 153  | 202  | 204  | 237  | 301  | 433  |
| Quellen: Cassini und INSEE |      |      |      |      |      |      |      |      |

## Sehenswürdigkeiten
- Kirche Saint-Barthélemy, im 11. Jahrhundert erwähnt

## Weblinks

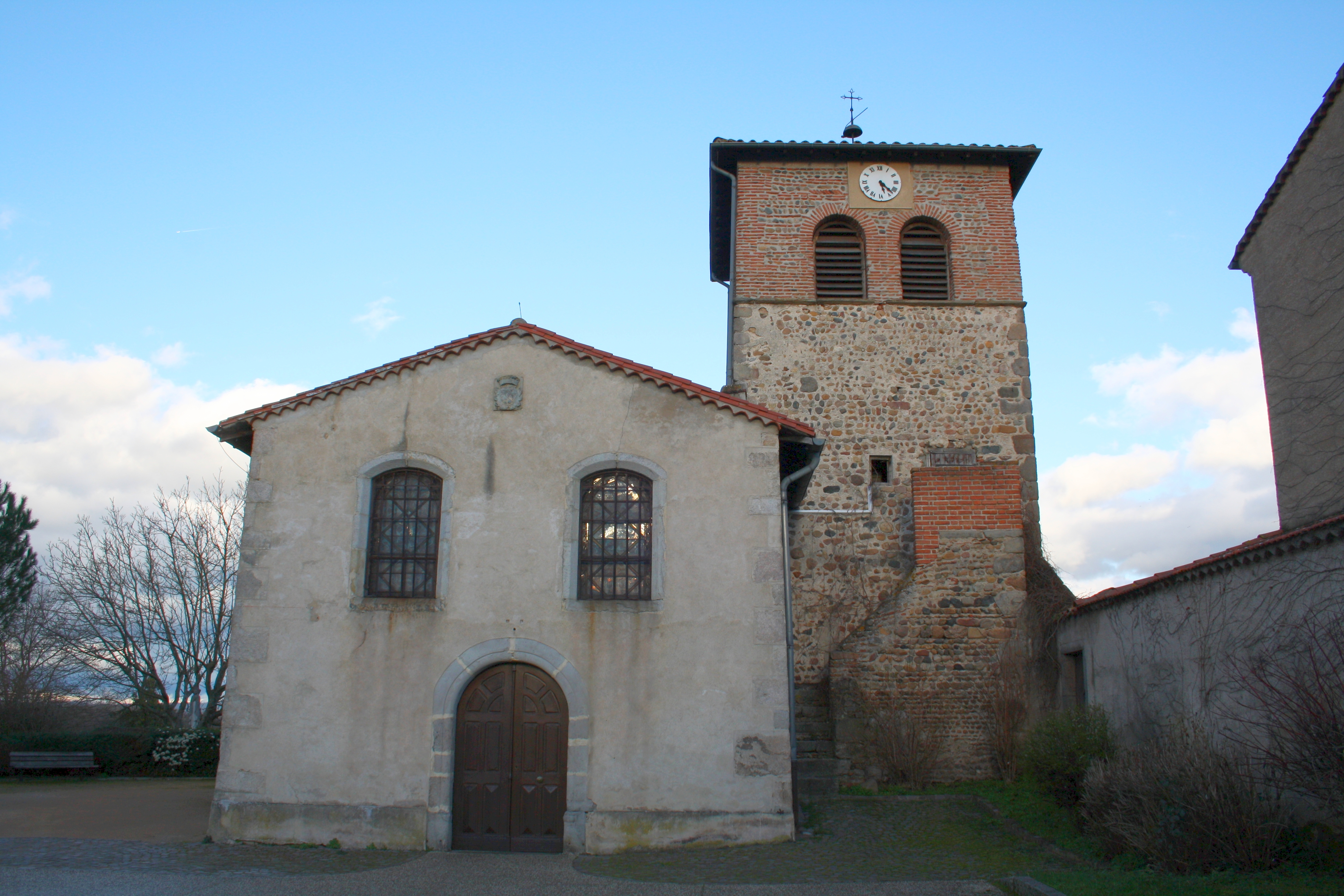
Kirche Saint-Barthélemy